# Batman (film, 1989)

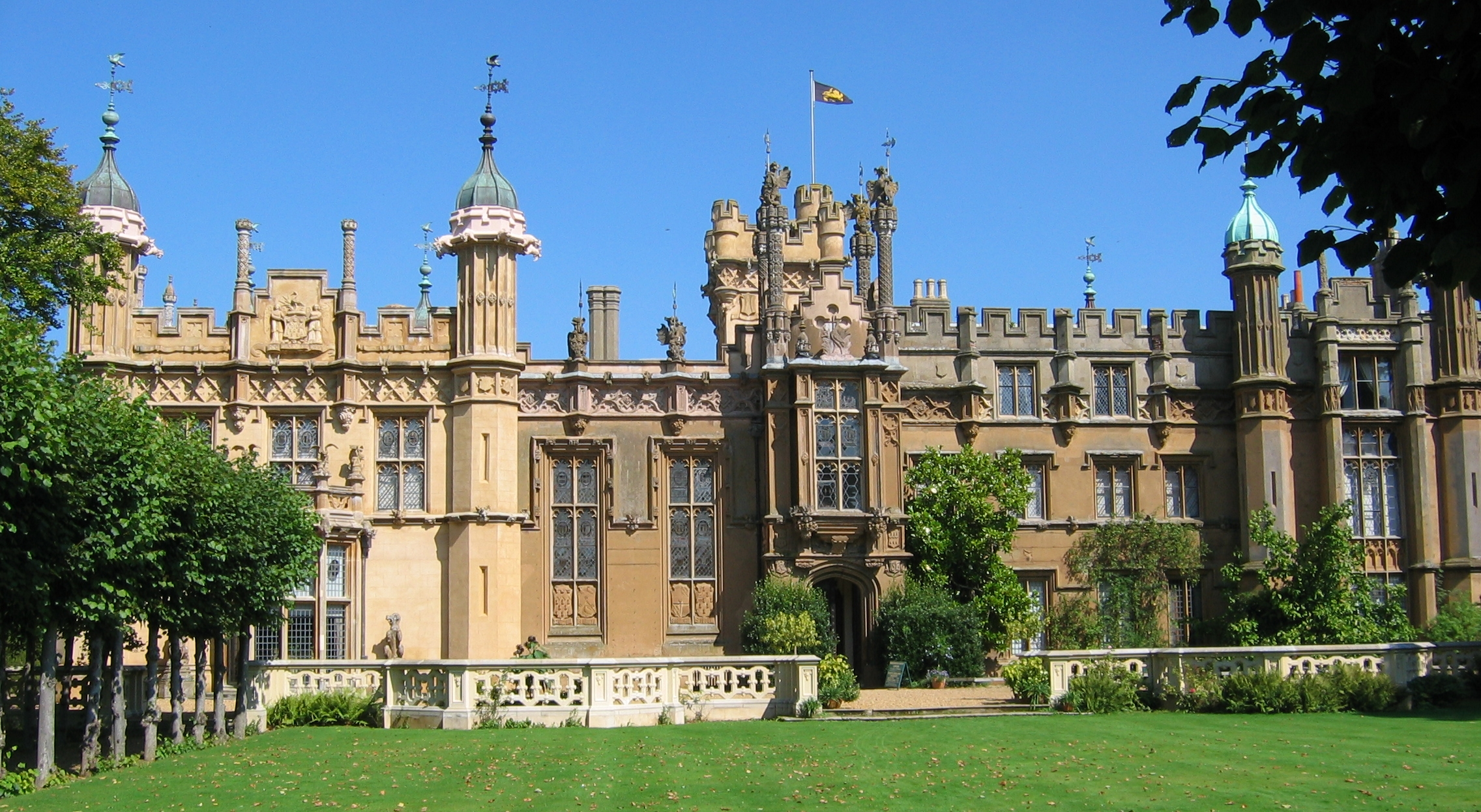
Knebworth House föreställde
Wayne Manor i filmen.

Batman är en amerikansk-brittisk superhjältefilm från 1989 i regi av Tim Burton och bygger på serietecknaren Bob Kane och författaren Bill Fingers seriefigur Batman. Filmen hade biopremiär i USA den 23 juni 1989 och vann Oscars samt Golden Globe-nominerades.

## Handling
Filmen börjar med en scen som får tittaren att tro att det som visas är hur multimiljonären Bruce Wayne blev Batman. Efter rånet dyker istället den än så länge okände Batman upp och ger skurkarna en omgång. Rånaren ber Batman om nåd och att inte bli dödad. Trots Batmans ansträngningar att skrämma upp den kriminella världen tar det tid eftersom polisen inte tar honom på allvar och snarare ser honom som fiende. Reportern Alexander Knox däremot är fascinerad av den brottsbekämpande fladdermusen och gör allt för att uppmärksamma att Batman varit i farten. Till sist får Knox sitt genombrott när fotografen Vicki Vale läser hans reportage och erbjuder honom sina tjänster. Tillsammans jobbar de som två detektiver snarare än reportrar för att försöka kartlägga allt om Batman. I samband med det hamnar de på fest hos Bruce Wayne. Vale och Wayne fattar tycke för varandra och senare i filmen visar betjänten Alfred Pennyworth henne Batgrottan där en förvånad Bruce sitter. Wayne har dock redan tidigare själv tagit henne till Batgrottan för att droga ner henne och på så sätt komma över den film som hon tagit på honom som Batman.
Jokern, som är filmens ärkeskurk, är inledningsvis gangstern Jack Napier som jobbar för maffiabossen Carl Grissom. Napier fångas dock i en fälla gillrad av Carl då han gör en stöt mot kemikaliefabriken Axis Chemicals och möter poliser som av den korrupte polisen Lt. Eckhardt fått order att skjuta för att döda. Batman dyker också upp och hamnar i slagsmål med Napier som ramlar över ett räcke. Batman försöker hjälpa honom upp men tappar taget och Napier faller ner i kemikalierna för att senare komma tillbaka som Jokern.

## Rollista (i urval)
| Michael Keaton     | – Bruce Wayne/Batman     |
| Jack Nicholson     | – Jack Napier/Jokern     |
| Kim Basinger       | – Vicki Vale             |
| Robert Wuhl        | – Alexander Knox         |
| Michael Gough      | – Alfred Pennyworth      |
| Pat Hingle         | – Polischef James Gordon |
| Billy Dee Williams | – Harvey Dent            |
| Jack Palance       | – Carl Grissom           |
| Tracey Walter      | – Bob the Goon           |
| Jerry Hall         | – Alicia Hunt            |
| Lee Wallace        | – Borgmästaren Borg      |
| William Hootkins   | – Max Eckhardt           |

## Om filmen
Filmen spelades in på Pinewood Studios utanför London.
Detta är den enda Batman-film där Wayne får veta att Jokern mördade hans föräldrar. Det felet berodde på en strejk i USA (1988 Writers Guild of America strike) då filmens manusförfattare Sam Hamm inte var närvarande under en viss period. Han hade inte godkänt felet eftersom han strävade efter att filmen skulle vara i samma anda som då Bob Kane skapade Batman. Tim Burton förklarade felet med att en sak ledde till en annan och improvisationer i filmer gör att de ibland slutar annorlunda. Enligt Hamm var det även fel att låta betjänten Alfred Pennyworth visa Vicki Vale Batgrottan. Övriga Batmanfilmer håller sig till Bob Kanes version där det är Joe Chill som mördade Waynes föräldrar och inte Jokern.
Sean Young skulle egentligen spela rollen som Vicki Vale men en dryg vecka kvar till inspelningen föll hon av en häst och skadade sig.

## Mottagande
Batman fick överlag positiva recensioner. Rotten Tomatoes rapporterade att 70 procent av kritikerna gav filmen positiv kritik, baserat på 47 olika recensioner. Metacritic rapporterade att filmen hade 66 av 100 möjliga poäng, baserat på 17 recensioner. Filmen fick en Oscar för bästa scenografi vid Oscarsgalan 1990 och Jack Nicholson var nominerad till en Golden Globe för bästa manliga roll i en komedi eller musikalfilm.

## Publiktillströmning
Under filmens premiärhelg spelade den in 40,49 miljoner dollar i 2 194 biosalonger i USA. Filmen spelade in ytterligare 251,2 miljoner dollar i Nordamerika och 160 miljoner dollar i andra länder; totalt 411,35 miljoner dollar.